# کاج زیبا
کاج زیبا (نام علمی: Pinus wallichiana) نام یک گونه از سرده کاج است.

## نگارخانه

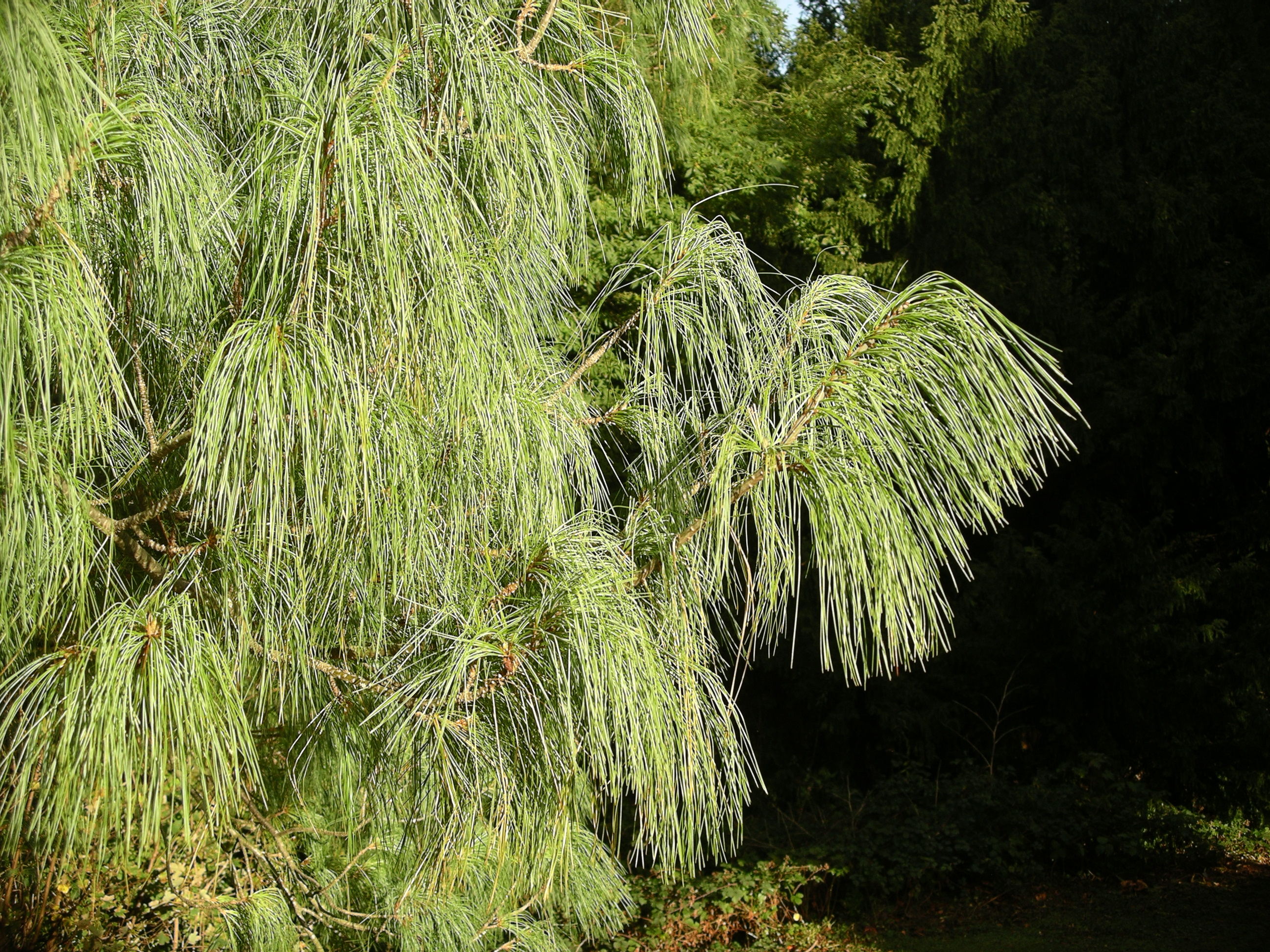
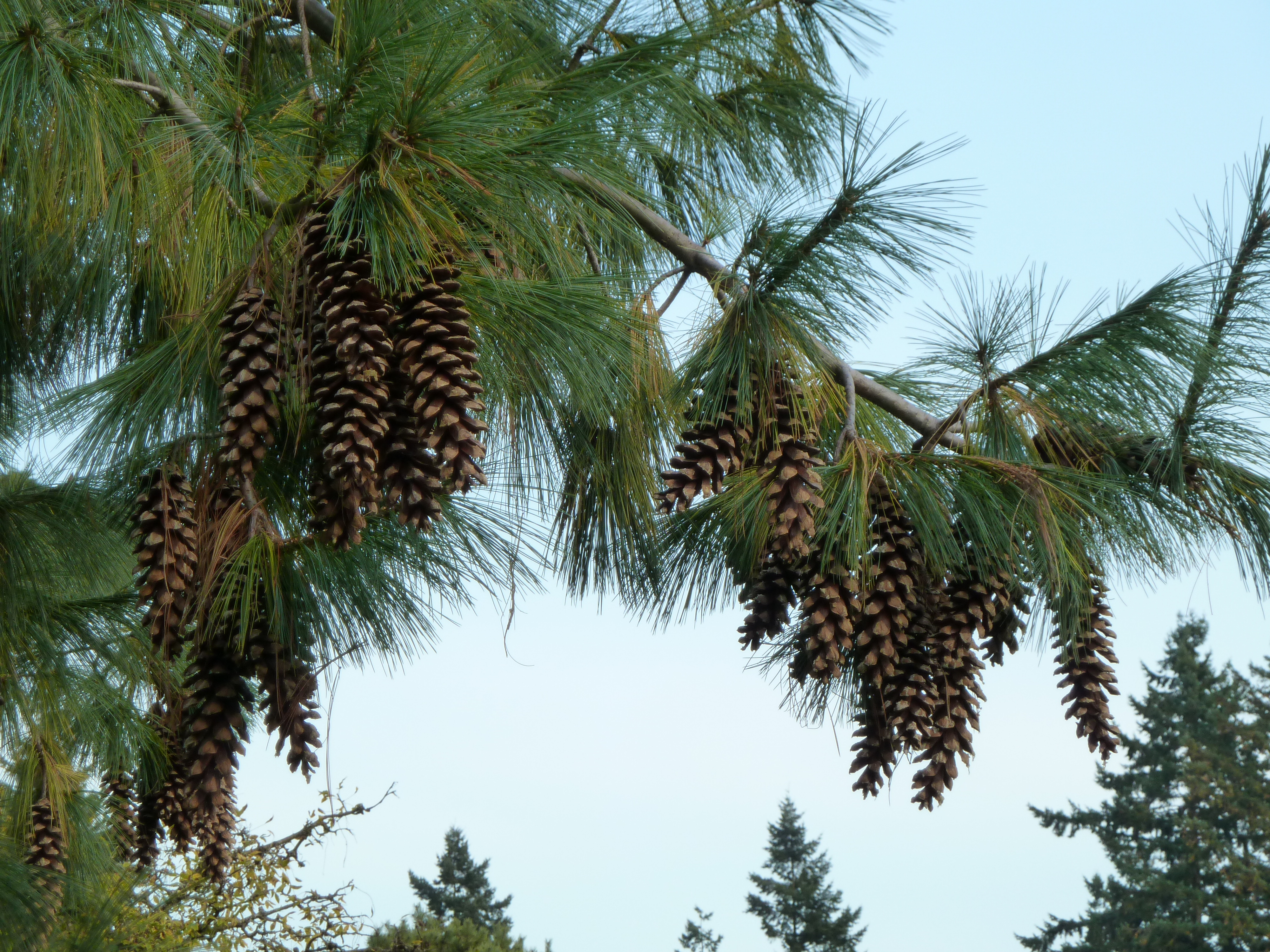